# Angry Birds Stella
Angry Birds Stella, також відома як Angry Birds Slingshot Stella, була відеогрою- головоломкою та другим спін-оффом із серії Angry Birds, розробленою Rovio Entertainment. Анонсована 13 лютого 2014 року компанія Rovio заявила, що гра буде супроводжуватися лінійкою іграшок із телеподами та телесеріалом. Гра була випущена 4 вересня 2014 року і пізніше була припинена 8 вересня 2015 року.
Ця гра заснована на персонажі Angry Birds, який вперше був представлений у наборі рівнів Angry Birds Seasons «Назад до школи», який вийшов у серпні 2012 року. Він починається з того, що Стелла залишає решту зграї Angry Birds і вирушає на Золотий острів, щоб відвідати чотирьох інших друзів у відпустку. Однак Гейл і армія свиней викрадають у Стелли карту Золотого острова та її фотоальбом, що спонукає Стеллу та її друзів вирушити в подорож, щоб зупинити Гейл у крадіжці золотих предметів на острові та повернути фотографії з фотоальбому.

## Ігровий процес
Так само як і в оригінальній грі серії, гравці використовують рогатку, щоб стріляти різними птахами в сусідні споруди з наміром вибити всіх зелених свиней, які можуть бути поблизу, усередині або на спорудах. Гравці також повинні використовувати унікальні здібності кожного птаха, активуючи їх у стратегічних місцях і в часи під час польоту, щоб допомогти перемогти свиней або знищити перешкоди.
Оновлення за грудень 2014 року, New Pigs on the Block, додало сюжетну лінію, у якій Стелла та її друзі в будиночку на дереві шукають зниклі речі, які вкрали свині. Вони повинні пройти випадкові рівні, щоб отримати предмети.

## Персонажі
- Стелла : головна героїня, завзята гала, яка володіє паркуром. Можна грати з самого початку.
- Поппі : молода корелла Лютіно, яка може миттєво впасти з повітря, долаючи перешкоди на своєму шляху. Введено на рівні 12.
- Лука : молодий самець каліфорнійської сойки з дальньою звуковою атакою, яка знищує будь-які крихкі предмети. Введено на рівні 23.
- Верба : молодий західний вінценосний голуб, який може проривати перешкоди, різко змінюючи напрямок. Введено на рівні 34.
- Жоржина : молода вухата сова, яка може поетапно проходити крізь тверді перешкоди, перш ніж випустити руйнівний вибух. Введено на рівні 47.
- Гейл : шпак із фіолетовою спиною та головний антагоніст гри, який панує над свинями. Розблокувавши розділ «Пляжний день», гравець може отримати посилення для Гейла: кисть, яка може перетворювати предмети на золото (слабкість Гейла), змушуючи Гейла стати свідком цього та знищити всі пофарбовані золотом об'єкти.
- Красива Свиня : світловолоса свиня та другорядний антагоніст, який є правою рукою Гейла. Він показаний на останньому рівні кожного розділу.

## Теленоги
Це третя гра франшизи, яка сумісна з Hasbro Telepods, лінійкою іграшок, яка також використовується в інших іграх Angry Birds, наприклад Angry Birds Star Wars II. Телеподи можуть викликати в гру персонажів, які відповідають відсканованій фігурі. Окрім цього використання, набір Telepods може містити інші іграшки та аксесуари для звичайної гри.

## Стелла в інших ЗМІ

### Телебачення
Rovio анонсувала анімаційний серіал, заснований на грі, з першим епізодом, випущеним 1 листопада 2014 року на ToonsTV, під назвою Angry Birds Stella. Першим епізодом була «Вилка в дружбі», яка показує, як Гейл, колишня найкраща подруга Стелли та королева свиней на Золотому острові, розлучилася зі Стеллою та іншими її друзями. Серіал тривав два сезони, завершившись лише за кілька місяців до виходу повнометражного фільму за мотивами головної серії Angry Birds.

### Книги
Rovio співпрацює з Worldreader і Room to Read, двома благодійними організаціями, спрямованими на боротьбу з неграмотністю, щоб випустити серію книг із персонажами Angry Birds Stella.
Стелла також з'являється в деяких випусках серії коміксів Angry Birds і збірок оповідань.
Стелла разом із Поппі, Лукою, Віллоу, Далією та Гейлом була представлена в історії манги, опублікованій у журналі Nakayoshi незабаром після виходу гри під назвою Stella: Nana and the Magic English Words, яка, однак, закінчилася у квітні 2016 року Пізніше бельгійський видавець Le Lombard випустив двотомну серію коміксів на основі спін-оффу у 2015 і 2017 роках виключно в континентальній Європі, спочатку у Франції, перш ніж вони були перекладені чеською, голландською, іспанською та німецькою мовами.
Віллоу з'являється на першій обкладинці коміксів Angry Birds Comics Quarterly: Monsters and Mistletoe, випущеного 13 грудня 2017 року Хоча вона не фігурує в жодній із чотирьох історій випуску, це перший випадок, коли хтось із друзів Стелли з'являється в англомовному коміксі Angry Birds . Більше ніж через місяць Гейл з'явився в одному випуску коміксів The Angry Birds Movie, що тривав рік, опублікованому GoComics.

### Фільм
Стелла та всі її друзі, крім Луки, з'являються в адаптації мультфільму Angry Birds із повністю помітними крилами та кігтями, а також Гейл, головний антагоніст спін-оффу. Однак у цих фільмах вони грають дуже маленькі, переважно нерозмовні ролі. Оскільки обидва фільми показують, що всі друзі Стелли жили на Пташиному острові, і що Гейл завжди був доброзичливим другом, вони фактично переробляють сюжет і обстановку спін-оффу.
- У фільмі «Злі пташки» Кейт МакКіннон озвучує Стеллу[13], а Чарлі XCX озвучує Віллоу, а Майя Рудольф озвучує Поппі в одній сцені без згадки. Стелла та її друзі влаштували вітальне свято для Поганих Поросят, коли вони тільки прибули. Після того, як Свині обрушилися на Птахів і вкрали їхні яйця, Стелла та Віллоу приєдналися до зусиль Реда, щоб розпочати контратаку на Свиней і забрати вкрадені яйця, причому першу запустили з рогатки в Місто Свиней.
- Стелла та більшість її друзів також з'являються у фільмі «Злі птахи 2», але жодна з актрис, які озвучували деяких із них у першому фільмі, не повторює своїх ролей. У той час Стелла тримає яблучний кіоск, а Далія, Гейл і Віллоу пізніше беруть участь у швидкісних побаченнях, причому Далія та Віллоу є залицяльниками Чака та Бомби відповідно[14] у рідкісний момент в історії Angry Birds, де будь-який із друзів Стелли зустрічається віч-на-віч із птахами з класичної зграї Angry Birds. Гейл і Далія також вступають до Пташиної академії, не вражені винаходом Сільвера, Суперструною, попри науковий хист останнього у вихідному матеріалі. І Віллоу, і Поппі стали свідками руйнування гірської печери Могутнього Орла, спричиненого нападом Зети, головного антагоніста фільму. Пізніше Стелла, Поппі, Віллоу та Далія відвідали весілля Могутнього Орла та Зети після того, як остання зазнала поразки.

### Музика
Віллоу, озвучена Чарлі XCX, співає пісню «Explode», виступаючи зі Стеллою та більшістю її друзів під час зустрічі свиней у фільмі Angry Birds. Повна пісня доступна на саундтреку до фільму, а також була випущена онлайн як безкоштовне відео на YouTube розповсюджувачем саундтреку Atlantic Records.

## Рецепція
Гра отримала загалом змішані відгуки з оцінкою Metacritic 66/100 на основі 9 оглядів. Кишеньковий гравець сказав: «Це Angry Birds. Якщо ви більше про це дбаєте, ви, ймовірно, знайдете, чим насолоджуватися. Просто стежте за таймерами.» Деякі рецензенти похвалили гру за введення нових персонажів і повернення до оригінального стилю гри.

## Припинення
Після випуску Angry Birds Stella третій безіменний розділ був анонсований наприкінці другого розділу гри, але його скасували, а гру було припинено 8 вересня 2015 року (таким чином сюжетна лінія гри залишилася на крутому місці). Однак пригоди Стелли тривають у Angry Birds POP! і другий і останній сезон серії Angry Birds Stella.

## Інші ігри
- Стелла та її друзі також з'явилися в Angry Birds Stella POP!, гра зі стріляниною по бульбашкам. Гру було програмно запущено для iOS у Канаді 22 грудня 2014 року[19] та випущено в усьому світі для iOS та Android 12 березня 2015 року[20] Однак через кілька місяців, 6 липня 2015 року, гру було перейменовано в Angry Birds Pop, оскільки в гру з'явилися класичні персонажі Angry Birds, що зробило її першою та єдиною в серії, яка містить як класичних героїв Angry Birds, так і героїв Стелли. друзі разом.
- Також планувалося, що Стелла, Віллоу та Гейл з'являться в Angry Birds Holiday, нескінченному симуляторі управління бізнесом, де птахи, як вони з'являються у фільмі Angry Birds Movie, керуватимуть курортом і пропонуватимуть послуги прибулим свиням,[21][22] але гру було скасовано до кінця 2016 року.
- Після того, як Стеллу було додано як неігрового персонажа до гри Angry Birds Dream Blast 2018 року, її друзі з'явилися епізодично в різдвяній події 2019 року «Holiday Gathering», куди їх усіх запросив Mighty Eagle разом з усією оригінальною зграєю, за винятком Гел, Баблз і Теренс на бенкет для святкової урочистості. Протягом обмеженого часу гравцям доводилося пройти все більшу кількість рівнів, щоб запросити кожного птаха на бенкет. Усі птахи зображені як молодші версії самих себе, як вони з'являлися в анімаційних фільмах.[23]